# Cairns Region
Koordinaten: 16° 55′ S, 145° 46′ O

Die Cairns Region ist ein lokales Verwaltungsgebiet (LGA) im australischen Bundesstaat Queensland. Das Gebiet ist 1689 km² groß und hat etwa 157.000 Einwohner.

## Geografie
Die Region liegt an der Nordostküste des Staats etwa 1400 km nördlich der Hauptstadt Brisbane.
Der Verwaltungssitz der LGA befindet sich im Stadtzentrum von Cairns, mit etwa 134.000 Einwohnern die größte Stadt in Queenslands Norden. Zur Region gehören folgende Stadtteile und Ortschaften: Aeroglen, Aloomba, Babinda, Bamboo, Barron, Barron Gorge, Bartle Frere, Bayview Heights, Bellenden Ker, Bentley Park, Bonnie Doon, Bramston Beach, Brinsmead, Bungalow, Cairns City, Cairns North, Cape Tribulation, Caravonica, Cassowary, Clifton Beach, Cooya Beach, Cow Bay, Craiglie, Daintree, Deeral, Degarra, Diwan, Earlville, East Russell, East Trinity, Edge Hill, Edmonton, Ellis Beach, Eubenangee, Finlay Vale, Fishery Falls, Fitzroy Island, Forest Creek, Freshwater, Glen Boughton, Goldsborough, Gordonvale, Green Hill, Holloways Beach, Kamerunga, Kanimbla, Kewarra Beach, Killaloe, Kimberley, Lamb Range, Little Mulgrave, Lower Daintree, Macalister Range, Machans Beach, Manoora, Manunda, Miallo, Miriwinni, Mooroobool, Mossman, Mossman Gorge, Mount Peter, Mount Sheridan, Mowbray, Newell, Ngatjan, Oak Beach, Packers Camp, Palm Cove, Parramatta Park, Port Douglas, Portsmith, Redlynch, Rocky Point, Shannonvale, Smithfield, Stewart Creek Valley, Stratford, Thornton Beach, Trinity Beach, Trinity Park, Upper Daintree, Wangetti, Waugh Pocket, Westcourt, White Rock, Whitfield, Whyanbeel, Wonga, Woopen Creek, Wooroonooran, Woree, Wrights Creek und Yorkeys Knob.

## Geschichte
Die heutige Cairns Region entstand 2008 aus dem Douglas Shire und der City of Cairns, die zuvor 1995 bereits mit dem Mulgrave Shire zusammengeschlossen worden war.

## Verwaltung
Der Cairns Regional Council hat elf Mitglieder. Zehn Councillor werden von den Bewohnern der zehn Divisions (Wahlbezirke) gewählt. Der Ratsvorsitzende und Mayor (Bürgermeister) wird zusätzlich von allen Bewohnern der Region gewählt.